# 다나카 유다이 (1995년)
다나카 유다이(일본어: 田中 雄大, 1995년 11월 17일~)는 일본의 축구 선수이다.

## 구단 경력
그는 2018년 J3리그의 SC 사가미하라에 입단했고, 2년동안 팀에서 뛰었다. 2020년 블라우블리츠 아키타로 이적했다. 2020년 J3리그 우승으로 J2리그로 승격했다. 2022년까지 103경기에 출전. 2023년 J1리그의 산프레체 히로시마로 이적했다.